# Krzywda (gemeente)
De gemeente Krzywda is een landgemeente in het Poolse woiwodschap Lublin, in powiat Łukowski.
De zetel van de gemeente is in Krzywda.
Op 30 juni 2004 telde de gemeente 10 437 inwoners.

## Oppervlakte gegevens
In 2002 bedroeg de totale oppervlakte van gemeente Krzywda 161,05 km², waarvan:
- agrarisch gebied: 72%
- bossen: 21%

De gemeente beslaat 11,55% van de totale oppervlakte van de powiat.

## Demografie
Stand op 30 juni 2004:
| Omschrijving                   | Totaal | Totaal | Vrouwen | Vrouwen | Mannen | Mannen |
| ------------------------------ | ------ | ------ | ------- | ------- | ------ | ------ |
| eenheid                        | aantal | %      | aantal  | %       | aantal | %      |
| inwoners                       | 10 437 | 100    | 5164    | 49,5    | 5273   | 50,5   |
| bevolkingsdichtheid (inw./km²) | 64,8   | 64,8   | 32,1    | 32,1    | 32,7   | 32,7   |

In 2002 bedroeg het gemiddelde inkomen per inwoner 1361,98 zł.

## Plaatsen
Budki, Cisownik, Drożdżak, Feliksin, Fiukówka, Gołe Łazy, Huta-Dąbrowa, Huta Radoryska, Kasyldów, Kożuchówka, Krzywda, Laski, Nowy Patok, Okrzeja (2 sołectwa: Okrzeja I en Okrzeja II), Podosie, Radoryż Kościelny, Radoryż Smolany, Ruda, Stary Patok, Szczałb, Teodorów, Wielgolas, Wola Okrzejska, Zimna Woda.

## Aangrenzende gemeenten
Adamów, Kłoczew, Nowodwór, Stanin, Wojcieszków, Wola Mysłowska